# Guillaume Grootaërs
Pour les articles homonymes, voir Grootaërs.
Louis Guillaume Grootaërs, dit Grootaërs fils, né le 19 août 1816  à Nantes (Loire-Atlantique) et mort le 9 octobre 1882 à Montaigu (Vendée), est un sculpteur français.

## Biographie
Guillaume Grootaërs est le fils du sculpteur Louis Grootaërs, originaire de Malines, en Belgique. Il suit tout d’abord l’enseignement de la sculpture dans l’atelier de son père puis part en 1835 à Paris pour suivre l’enseignement de l’École des beaux-arts de Paris. Il tente plusieurs fois sans succès le concours du grand prix de Rome (1841 et 1842). En parallèle, il travaille dans l’atelier de Pierre-Jean David d’Angers, James Pradier et Francisque Duret. Selon son petit-fils O. Grootaërs, il établit des relations avec d'autres personnalités telles que Jean-Baptiste Fidèle Bréa et le collectionneur et chroniqueur d'art Paul Eudel.
Guillaume Grootaërs partage ses chantiers entre Paris et Nantes mais il s’établit définitivement à Nantes, rue de la Commune puis rue Anizon et à Montaigu après son mariage, en 1851. Il aura comme élève Gustave Guilbaud et Anna Tariol-Baugé. Son atelier est complété par des metteurs au point, Cragin et Bozé.
Il est enterré au cimetière La Bouteillerie à Nantes.

## Carrière
Au début de sa carrière, Guillaume Grootaërs réalise les médaillons figurés ornant la galerie Santeuil du passage Pommeraye, commandée par Louis Pommeraye, le propriétaire et créateur du passage éponyme. Leur identification est toujours en débat mais André Peron y reconnaît le général bonapartiste Pierre Dumoustier, les philosophes Pierre Abélard et Éon Le Roger, les marins Jacques Cassard et Charles Louis du Couëdic, le préfet et pair de France Louis Rousseau de Saint-Aignan, le capitaine Delaville et le connétable Olivier V de Clisson. Il travaille conjointement avec son père, Louis Grootaërs pour les décors des arcs doubleaux mais les allégories et les bustes sont réalisés par le sculpteur Jean-Baptiste Joseph Debay, dont le père, Jean-Baptiste Joseph De bay, est également d’origine malinoise.
Guillaume Grootaërs réalise de grandes commandes publiques durant sa carrière. En 1858, Guillaume Grootaërs réalise le groupe colossal du monument de Saint-Cast-le-Guildo, en collaboration avec l’architecte Bourgerel et le fondeur Voruz, tous trois exerçant à Nantes. L’année suivante, en 1859, il réalise avec Amédée Ménard les sculptures du beffroi installé sur l’église Sainte-Croix, sous les ordres de l’architecte-voyer Driollet. Parmi ces sculptures, il crée le modèle des anges aux trompettes dont la fonderie sera faite par Hamon. En 1865, Guillaume Grootaërs et le sculpteur Daniel Ducommun du Locle collaborent à l'ornement de la fontaine monumentale érigée place Royale à Nantes, œuvre symbolisant la vocation fluviale et maritime de la ville. Grootaërs réalise huit génies de l’Industrie et du Commerce qui rappellent le rôle majeur du port dans l’économie de la cité. Les statues sont fondues par le fondeur Jean-Simon Voruz, qui a également produit l’escalier du passage Pommeraye.
Il sculpte également plusieurs frontons, tels que celui de la bibliothèque municipale de Nantes en 1868 qui a disparu. En 1871, il est l’auteur du fronton du Muséum d'histoire naturelle de Nantes représentant une allégorie de la Science éclairant le monde entre le règne animal et le règne végétal, figurée par une femme vêtue à l'antique brandissant un flambeau.
Guillaume Grootaërs réalise de nombreuses œuvres religieuses, à l’image de son père Louis Grootaërs. Il sculpte en 1845 le bas-relief en marbre de la Présentation de la Vierge au temple de l’autel de la chapelle Saint-Félix de la cathédrale Saint-Pierre-et-Saint-Paul de Nantes. Pendant plusieurs années, de 1846 à 1863, il réalise la majeure partie des sculptures de la basilique Saint-Nicolas de Nantes. Il exerce principalement à Nantes mais aussi dans toute la région de l’ouest, surtout avec des sculptures religieuses. L’une de ses plus importantes commandes est celle faite pour la collégiale Saint-Aubin de Guérande. Entre 1849 et 1851, il y crée six statues de Saints avec celle de la Vierge, Saint Jean, Saint Joseph, Saint Dominique, Saint Pierre et Saint Louis de Gonzague. D’autres églises de la région ont également été dotées au cours du XIXe siècle de sculptures de Louis-Guillaume Grootaërs, comme l’église Saint-Jean de Béré à Châteaubriant et l’église paroissiale Saint-Jean de Fontenay-le-Comte, toutes deux conservant une Déploration en 1843 et du milieu du XIXe siècle. En 1850, Guillaume Grootaërs réalise un groupe du Calvaire pour l’église de Pont-Saint-Martin, aujourd’hui intégré au Monument aux morts de la Première Guerre mondiale.
Guillaume Grootaërs réalise plusieurs monuments funéraires, comme celui du général de Bréa en 1848 au cimetière Miséricorde à Nantes, qui est orné d’un buste du défunt. L’architecte-voyer Driollet est quant à lui représenté en médaillon au cimetière La Bouteillerie à Nantes. Le curé Sidoli voit également sa tombe, au cimetière Saint-Jacques à Montaigu, ornée de plusieurs bas-reliefs de Guillaume Grootaërs en 1857.
Tout au long de sa carrière, Louis-Guillaume Grootaërs réalise des sculptures destinées à des commanditaires privés et aux salons. Sa plus célèbre réalisation est Les Derniers moments de Sapho, exposée au Salon de 1849, à celui de 1852, ainsi qu’à l’Exposition universelle de 1855.  Il est l’auteur de plus d’une trentaine de bustes de personnalités du XIXe siècle, dont certains sont exposés au Salon l’année de leur création. Parmi les plus célèbres, il faut citer celui du buste du Général de Bréa, commandé par le ministère de l’Intérieur, ainsi que ceux de Paul Eudel et de sa femme, Madame Paul Eudel, réalisé vers la fin du XIXe siècle, tous les trois conservés au musée d’Arts de Nantes.

Œuvres de Guillaume Grootaërs
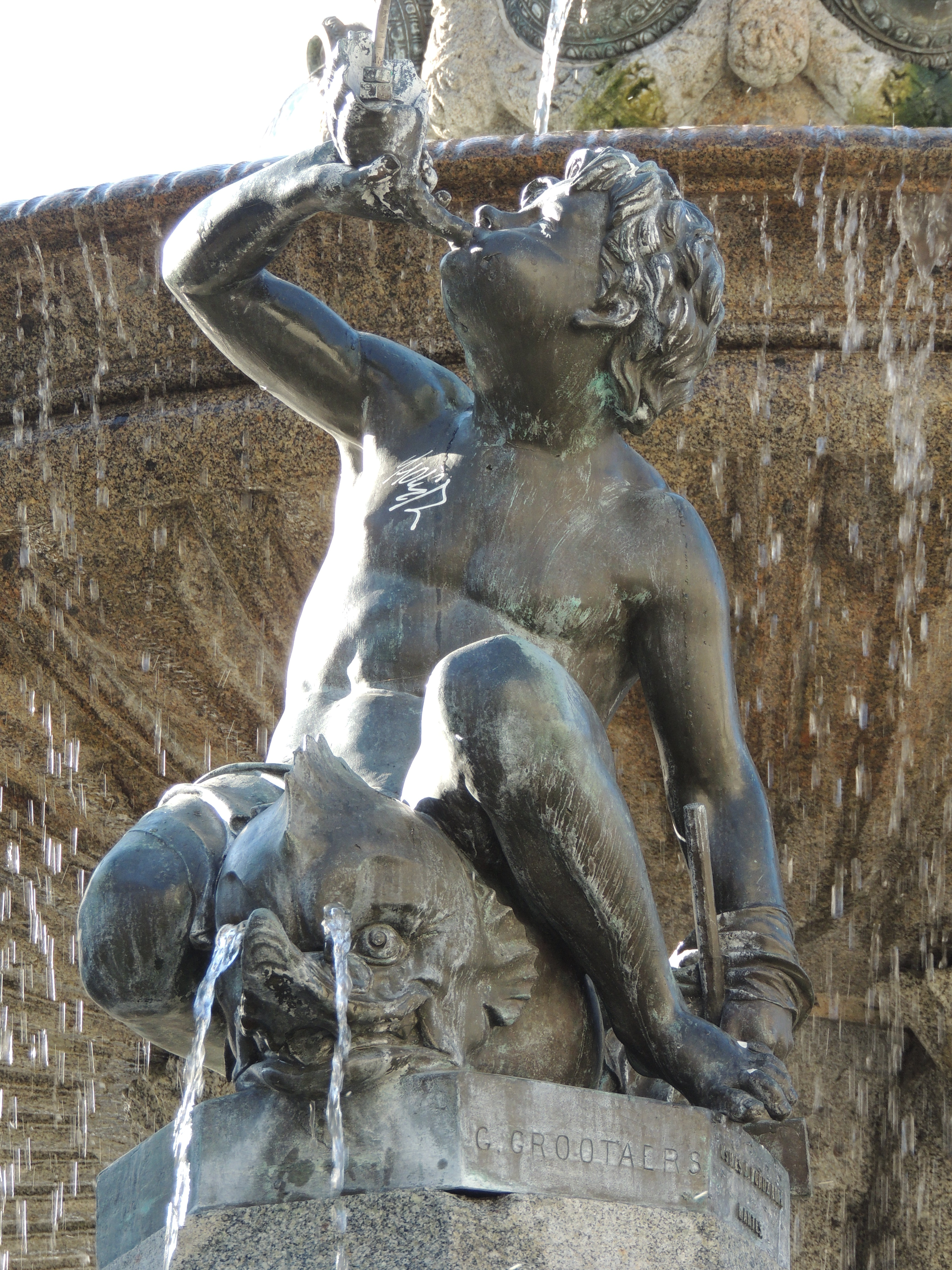
Un des huit génies de la fontaine de la place Royale à Nantes.
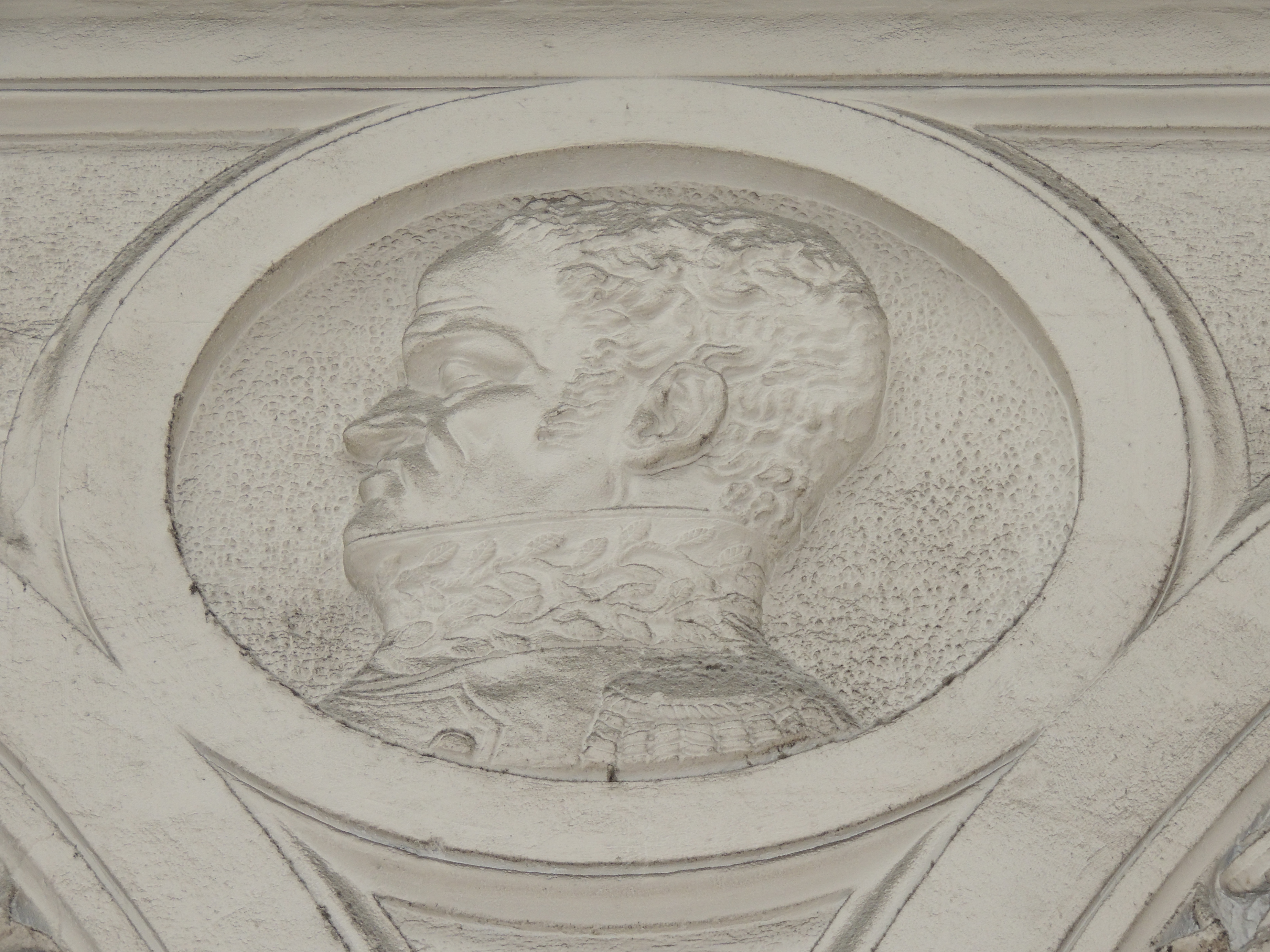
Pierre Dumoustier, médaillon, passage Pommeraye à Nantes

## Œuvres dans les collections publiques

### Belgique
- Malines, musées municipaux :
  - De doedelzakspeler, 1867, statue en terre-cuite, 53 × 24 × 26 cm ;
  - Louis Grootaërs, 1867-1873, buste en marbre, 69 × 40 × 30 cm.

### France
- Angers :
  - Gare d'Angers-Saint-Laud : La Maine et La Loire, 1853, statues en pierre, œuvres disparues.
  - musée des Beaux-Arts : Derniers moments de Sapho, 1849, statue en plâtre, Salon de 1849 (no 2234), Salon de 1852 (no 1413), Exposition universelle de 1855 (no 4418), Salon de Nantes de 1861 (no 692).
- Blois, château de Blois : Denis Papin, 1849-1851, buste en marbre, 47 × 65,5 × 33 cm, Salon de 1850 (no 5427).
- Châteaubriant, église paroissiale Saint-Jean-Baptiste-de-Béré :
  - Déploration, 1843, bas-relief, groupe en plâtre ;
  - Vierge au tombeau, 1853, autel.
- Fontenay-le-Comte, église paroissiale Saint-Jean : Déploration, milieu XIXe siècle, groupe en bois, 137 × 110 × 86 cm.
- Guérande, collégiale Saint-Aubin : Vierge, Saint Jean, Saint Joseph, Saint Dominique, Saint Pierre, Saint Louis de Gonzague, 1849-1851, statues en tuf, 170 cm.
- Mayet (Sarthe) église Notre Dame de l'Immaculée Conception : quatre représentations de la Vierge, saint Joseph, dans la chapelle de la Vierge saint Pierre et saint Paul dans la chapelle du Sacré Cœur.
- Montaigu, cimetière Saint-Jacques : Monument funéraire du curé Sidoli, 1857, bas-reliefs.
- Nancy, musée historique lorrain : Maréchal de France, 1851, buste en plâtre.
- Nantes :
  - église Saint-Clément : Saint André et Saint Clément, 1874, statues en marbre du grand autel.
  - église Sainte-Croix de Nantes, beffroi :
    - La Religion et la Charité, 1859, statues ;
    - Mater Dolorosa, 1859, statue en pierre ;
    - Saint André et Saint Pierre, 1859, bustes en pierre ;
    - Fronton rond du beffroi, 1859 ;
    - Cariatide à ailes déployées, 1859, statues en bois et plomb.

  - bibliothèque municipale[18], fronton : La Ville de Nantes protégeant la Science et la Littérature, 1868, groupe en pierre.
  - cathédrale Saint-Pierre-et-Saint-Paul, chapelle Saint-Félix : Présentation de la Vierge au temple, 1845, bas-relief en marbre, Nantes, Salon de 1845 (no 35).
  - cimetière Bouteillerie :
    - Évariste Colombel, 1856, œuvre disparue ;
    - Hyacinthe Colombel, 1851, buste en bronze, œuvre disparue ;
    - Henri-Théodore Driollet, 1863, médaillon en bronze.

  - cimetière Miséricorde : Le Général de Bréa, 1848, buste en bronze.
  - basilique Saint-Nicolas :
    - L’Abbé Fournier, milieu XIXe siècle, buste en marbre ;
    - La Vierge, 1864, statue en marbre ;
    - Maître-autel, 1876, marbre ;
    - 38 personnages divers, vers 1850, statues en pierre.

  - musée d’Art de Nantes :
    - Descartes, vers 1850, statue en terre-cuite, 40 × 16 × 10,7 cm ;
    - Homme, XIXe siècle, buste en plâtre ;
    - Le Général de Bréa, 1849, buste en marbre, Paris, Salon de 1849 (no 2233) ;
    - Le général de division Gérard, buste, marbre, 69 × 57 × 29 cm ;
    - Paul Eudel, fin XIXe siècle, buste en marbre, 73 × 25 cm ;
    - Madame Paul Eudel, fin XIXe siècle, marbre, 73 × 40 × 36 cm.

  - musée de Feltre : Caryatides, 1861, œuvres disparues.
  - Muséum d’histoire naturelle, fronton : L’histoire naturelle encadré par le règne animal et végétal, 1871.
  - ancien palais de justice, galerie du premier étage : Hyacinthe Colombel, 1862, buste.
  - passage Pommeraye, galerie Santeuil :
    - huit médaillons, 1843, bas-reliefs en stuc ;
    - portique : Renommées, 1843, bas-reliefs en stuc.

  - place Royale, fontaine : Huit génies des industries nantaises, 1865, statues en fonte, 105 × 58 × 57,5 cm.
  - poissonnerie municipale : La Loire, 1861, statue, œuvre disparue.
  - théâtre Graslin, balcon de la 2de galerie : Grétry, Mozart, Meyerbeer, Sophocle, Aristophane, Abélard, Corneille, Racine, 1865, médaillons en carton-pierre.
- Paris, place de la Concorde : Statue de la République, 1849, œuvre disparue.
- Pont-Saint-Martin : Calvaire, 1850, groupe en pierre.
- Saint-Cast : Lévrier terrassant un léopard, 1858, groupe.
- Vallet, parc du château de la Noë Bel-Air : Vierge, 1846, statue.
- Vertou, église Saint-Martin-de-Vertou : Marie, mère de Dieu et reine du ciel, 1866, statue en marbre, Salon de 1866 (no 2805).